# 8116-os mellékút (Magyarország)
A 8116-os számú mellékút egy Fejér vármegyei mellékút, amely Kápolnásnyéktől Székesfehérvárig tart, a Velencei-tó északi partját kísérve.

## Nyomvonala
Korábban Kápolnásnyék keleti végén ágazott ki a 7-es főútból, ahonnan először kelet felé indult, majd áthaladt a 7-es főút és a Budapest–Murakeresztúr-vasútvonal vágányai alatt, ami után délnyugatnak fordult, és mintegy 2 kilométer után keresztezte a 8117-es utat. Az országos közutak térképes nyilvántartását szolgáló kira.gov.hu adatbázisa 2020-ban az eddig leírt szakaszt már 81 309-es számú útként, illetve egy rövid szakaszát önkormányzati útként tünteti fel, aszerint a 8116-os kilométer-számozása csak itt kezdődik, de a régi számozást megőrizve 1+671-es kilométerszelvénnyel.
2,5 kilométer után átlép Velence területére. 4+000 kilométer-szelvénye közelében ágazik ki belőle észak (Lovasberény) felé a 8119-es út, majd még az 5. kilométer előtt keresztezi az M7-es autópálya nyomvonalát. A folytatásban keresztülhalad Sukorón, átlép Pákozdra, majd ott, a 10. kilométer előtt kiágazik belőle déli irányban a pákozdi emlékhelyre és a Szúnyog-szigeti hajóállomás vezető 81 307-es út. A 13+500 kilométer-szelvény táján, a Velencei-tó nyugati végénél beletorkollik a 6213-as út (Dinnyés-Seregélyes felől); 16. kilométere után keresztezi az egykori Bicske–Székesfehérvár-vasútvonal nyomvonalát, végül Kisfaludnál, a 17. kilométer után, Székesfehérvár külterületén, a 7-es főútba visszacsatlakozva (annak 62. kilométerénél) véget ér.